# Мостово
Мостово (болг. Мостово) — село в Болгарии. Находится в Пловдивской области, входит в общину Асеновград. Население составляет 79 человек.

## Политическая ситуация
Мостово подчиняется непосредственно общине и не имеет своего кмета.
Кмет (мэр) общины Асеновград — Христо Грудев Грудев (коалиция партий: Граждане за европейское развитие Болгарии (ГЕРБ), ВМРО — Болгарское национальное движение) по результатам выборов в правление общины.